# Panamomops
Panamomops es un género de arañas araneomorfas de la familia Linyphiidae. Se encuentra en la zona paleártica.

## Lista de especies
Según The World Spider Catalog 12.0:
- Panamomops affinis Miller & Kratochvíl, 1939
- Panamomops depilis Eskov & Marusik, 1994
- Panamomops dybowskii (O. Pickard-Cambridge, 1873)
- Panamomops fagei Miller & Kratochvíl, 1939
- Panamomops fedotovi (Charitonov, 1937)
- Panamomops inconspicuus (Miller & Valesova, 1964)
- Panamomops latifrons Miller, 1959
- Panamomops mengei Simon, 1926
- Panamomops mutilus (Denis, 1962)
- Panamomops palmgreni Thaler, 1973
- Panamomops pamiricus Tanasevitch, 1989
- Panamomops strandi Kolosváry, 1934
- Panamomops sulcifrons (Wider, 1834)
- Panamomops tauricornis (Simon, 1881)